# 梁如浩

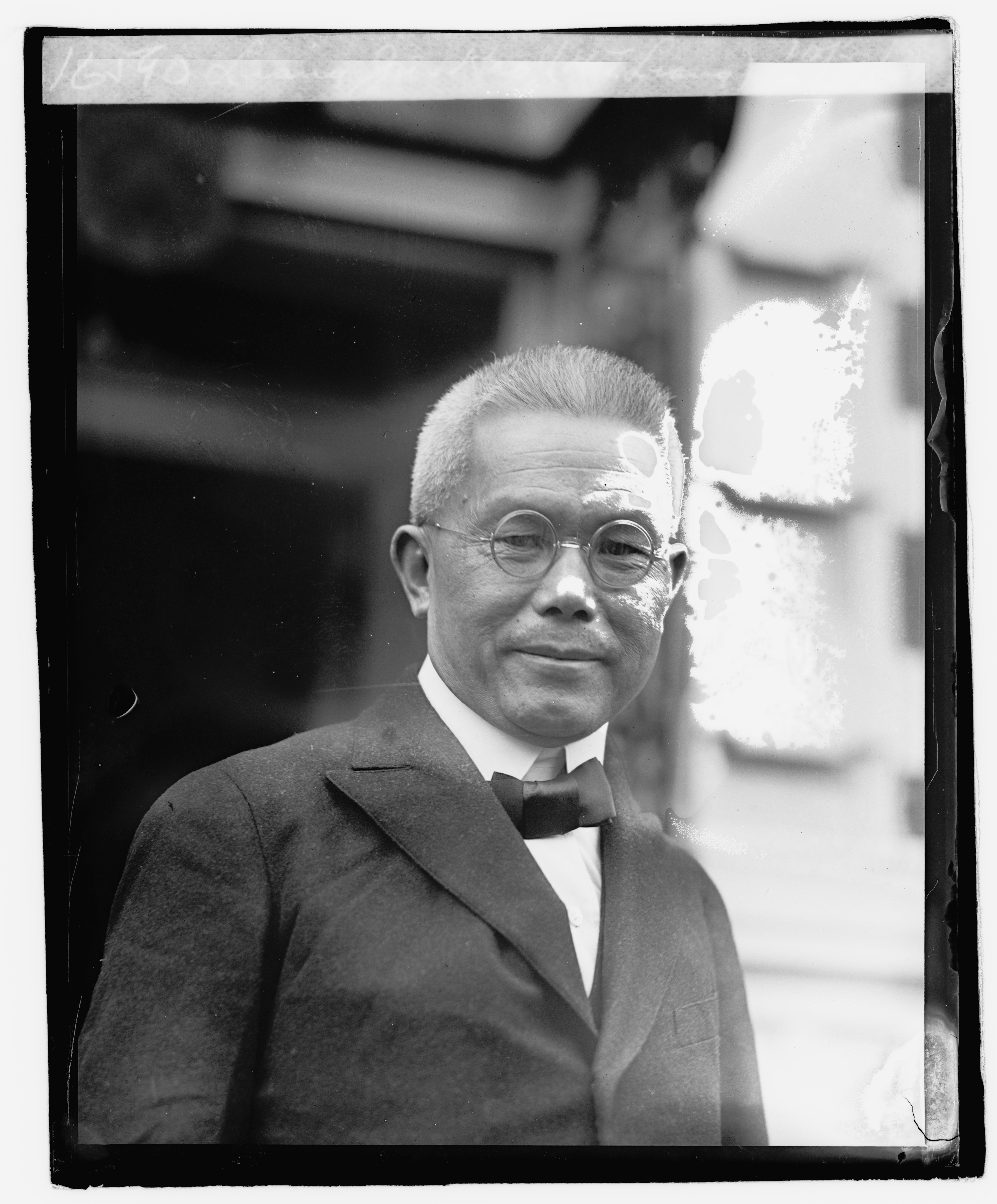
梁如浩

梁如浩（1863年—1941年10月14日），原名滔昭，字如浩，号孟亭、夢亭。广东省广州府香山县唐家湾镇（今属珠海市）人。清末民初政治人物。

## 生平

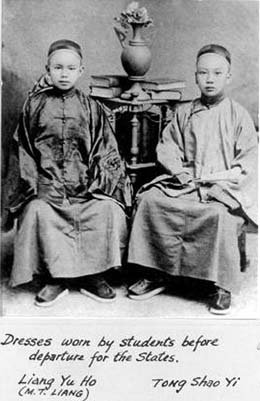
北洋大学早期督办（校长）多为中国历史上最早的官派留学生。1874年赴美留学前，梁如浩（左）与唐绍仪（右）合照

清同治十二年（1873年）他与唐绍仪等中国留美幼童赴美留学。1881年他归国。1883年他到朝鲜设置税关。1885年袁世凯到朝鲜任駐朝鮮通商事宜大臣，他任其幕僚。1894年他随袁世凯归国，先任关内铁路运输处处長，后升任北宁铁路总办。
1905年，他作为出使荷蘭大臣陸徵祥的随从赴荷兰。归国后从事铁道整備事業。1907年至1908年任天津海关道兼北洋大学堂(今天津大學)督办。光绪三十四年（1908年）授外务部右参议，后升外务部右丞兼署奉天左参赞。宣统三年（1911年）任袁世凯内阁邮传部副大臣。广东省胡汉民设军政府后，他任交通部部長。
1912年9月任第一次陸徵祥内閣外交总长，赵秉钧内阁成立后仍任外交总长，同年10月加入国民党。1912年11月，因“俄库问题”（俄国策动外蒙独立）压力过大，辞职出走天津。1921年出任华盛顿会议中国代表团高等顾问。1922年，又被北京政府任为接收威海卫委员会委员长，几经谈判后于1923年与英国草签《中英威海卫条约》。退休后居天津，晚年任“华洋义赈会”会长。1941年10月他在天津去世。

## 延伸阅读
[在维基数据编辑]
 《游美同學錄·梁如浩》，出自《游美同學錄》
 在维基共享资源阅览影像
| 前任：陸徵祥 | 外交總長1912年9月 - 11月 | 繼任：陸徵祥 |

1. ↑  . www.hldnews.com. 2017-02-20  [2019-04-20]. （原始内容存档于2019-04-20）.